# Segbroekpolder

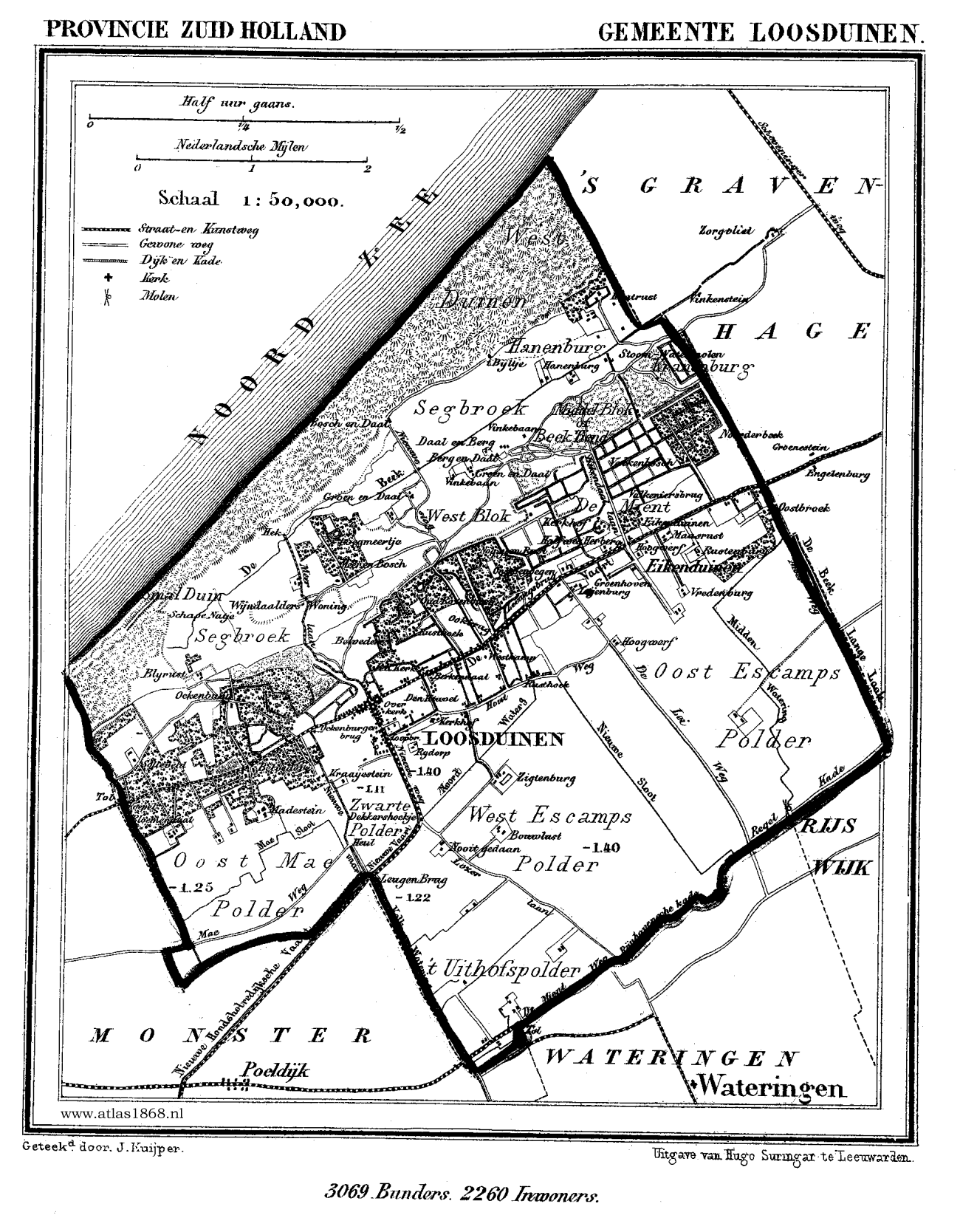
Kaart uit 1868

De Segbroekpolder is een voormalige polder, gelegen ten westen van Den Haag, direct buiten het Afvoerkanaal en direct achter de zeeduinen.
De Segbroekpolder wordt al in 1286 genoemd. Het was een smalle, langgerekte duinvallei tussen de oude binnenduinen en de daarbuiten gevormde nieuwe zeeduinen. De drassige veengrond in de vallei werd bedekt met een laag (stuif)zand. Toen de polder werd ontgonnen werd de zandlaag afgegraven. Op oude kaarten is de blokverkaveling goed te zien. Het poldergebied bestond uit grasland en tuinderijen en er stonden veel molens.

## De Haagse Beek
De graven van Holland hebben vanaf die meertjes de Haagse Beek laten aanleggen om de Hofvijver te voeden. Het is dus niet een spontane beek, zoals de naam doet vermoeden. Hij loopt door de gehele lengte van de Segbroekpolder, en gaat onder het Afvoerkanaal door naar het centrum van de stad.

## 1811 - 1903
Toen de polder in 1811 betrokken werd bij de nieuwe gemeente Loosduinen stonden er enkele boerderijen uit de zeventiende eeuw: boerderij Hanenburg (waar nu het Rode Kruis Ziekenhuis staat), boerderij Kranenburg (aan het in 1886 gegraven Afvoerkanaal) en boerderij Houtrust.
Van 1811-1903 vormde de Beeklaan de grens tussen Den Haag en Loosduinen. De Beeklaan liep van de Haagse Beek in de Segbroekpolder naar de Loosduinsevaart, die in de zeventiende eeuw was aangelegd. In de 19de eeuw was Den Haag flink aan het uitbreiden. Loosduinen lag regelmatig onder vuur en in 1903 werd het gedeelte tussen de Beeklaan en de Kamperfoeliestraat geannexeerd. Daarmee was de ‘landhonger’ niet gestild. In 1910 werd er wederom onderhandeld, maar het duurde tot 1923 voordat de gemeenteraad van Loosduinen akkoord ging met totale annexatie van Loosduinen. Vanaf dat moment werd er ook geen tol meer geheven.

## 1903 tot nu
In het begin van de twintigste eeuw ontwikkelde H.P. Berlage plannen om de polder met kazernes te bebouwen om de Frederikskazerne en de Alexanderkazerne te vervangen, maar er kwam een woonwijk. In 1909 werd de Houtrustbrug over het Afvoerkanaal gebouwd om het gebied beter bereikbaar te maken vanuit het Statenkwartier. In 1910 werden de sportvelden op Houtrust aangelegd en in de jaren daarna kwamen de eerste straten van de Vogelwijk. De reeds bestaande zandwegen zoals de Houtrustweg, Laan van Poot en Sportlaan werden toen verhard.
Tijdens de Tweede Wereldoorlog had de wijk zwaar te lijden. Hanenburg en Kranenburg werden in 1942 door de Duitsers gesloopt. De pomp van gemaal Kranenburg werd verplaatst naar een bunker, zodat hij de nieuwe tankgracht van water kon voorzien. Het water kwam toen van de Valkenbosvaart.
De naam van de polder wordt herdacht in de namen van de Segbroeklaan, het Segbroek College en het stadsdeel Segbroek.

## Trivia
- In oude geschriften wordt de polder ook Zegbroekpolder of Westzegbroekpolder genoemd, zie de molenboeken uit de achttiende eeuw.